# Helma Steinbach

Helma Steinbach

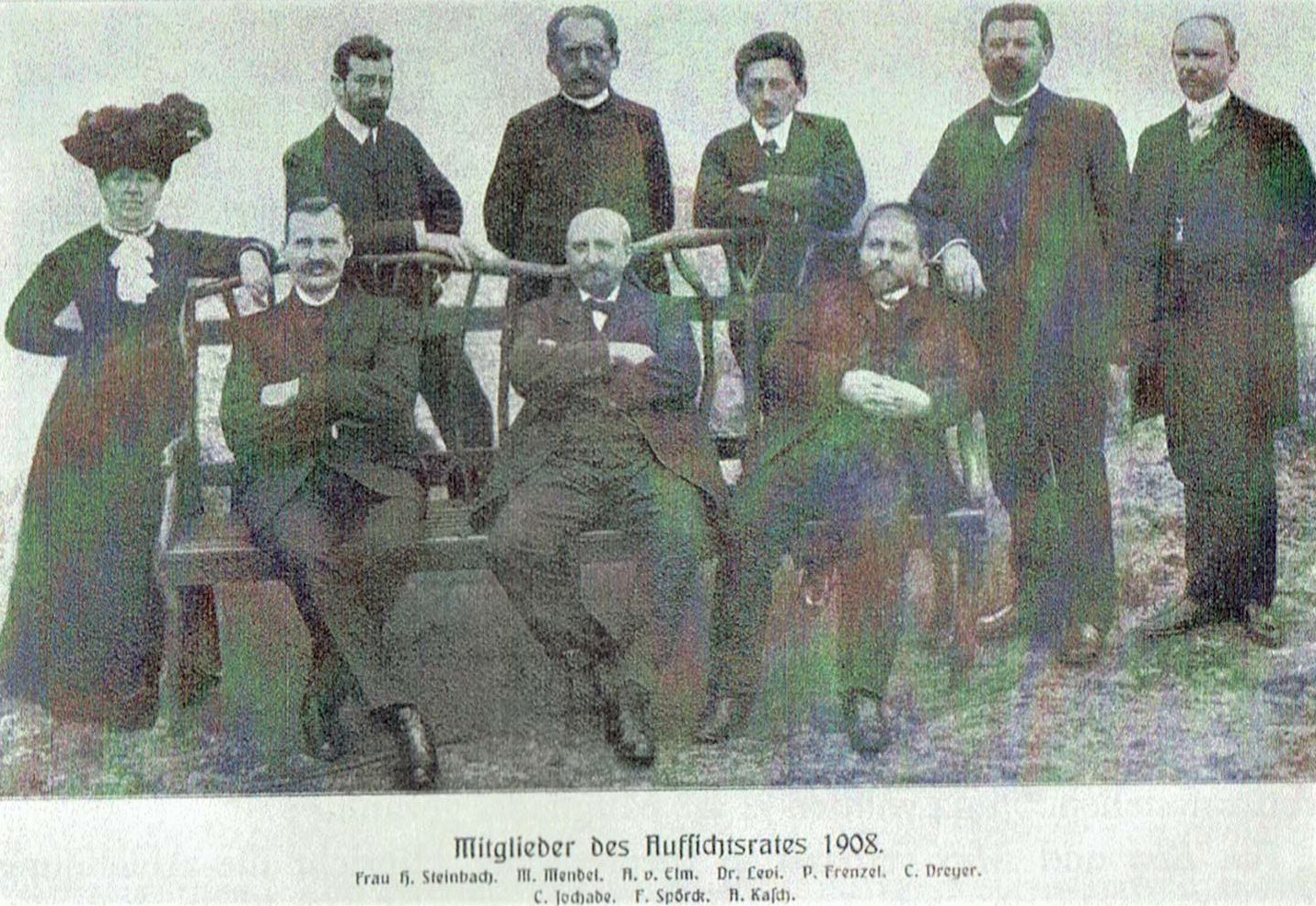
Aufsichtsrat der Produktion von 1908, links Helma Steinbach

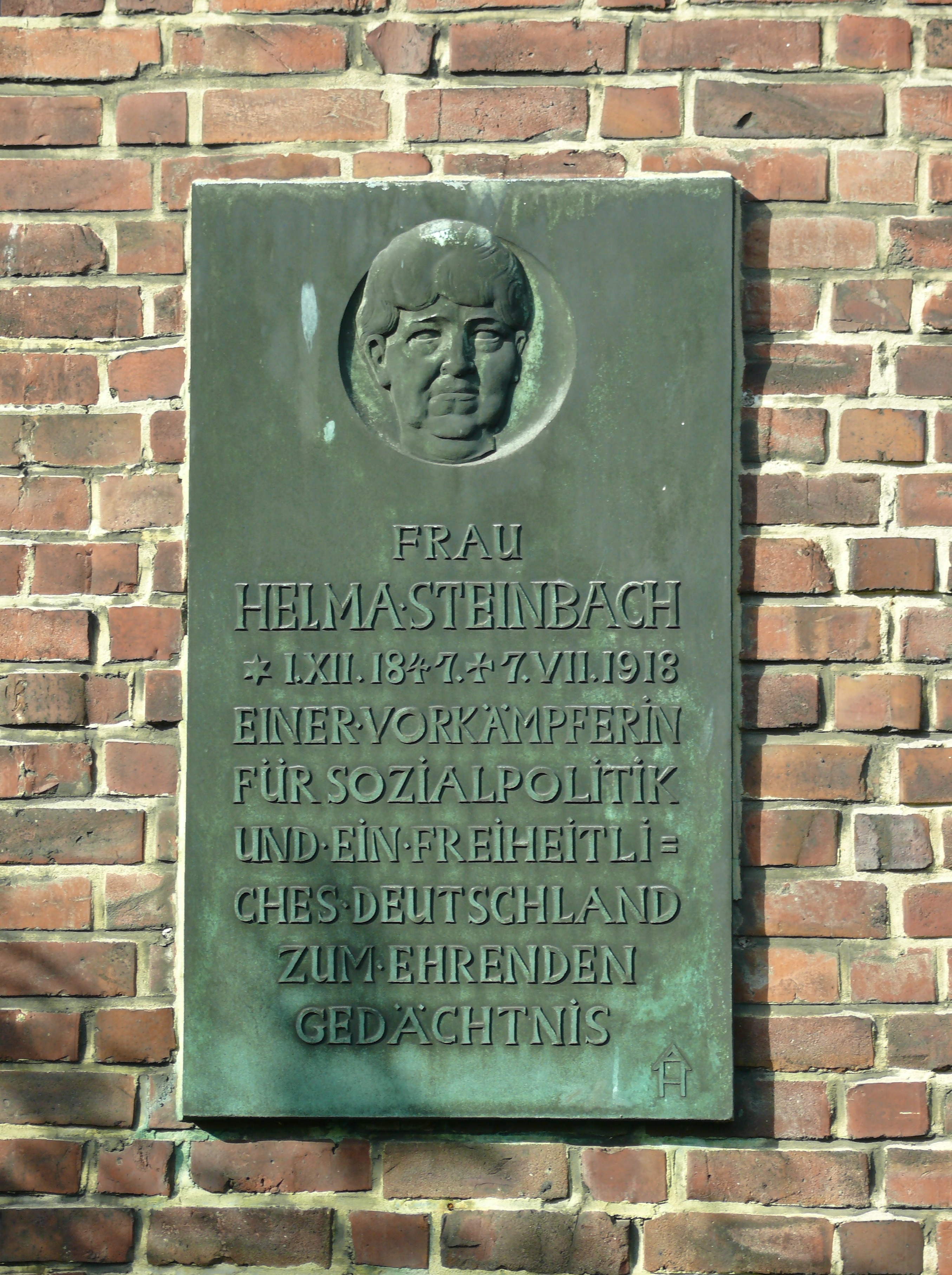
Gedenkplakette für Helma Steinbach in der Arbeitersiedlung in Wedel

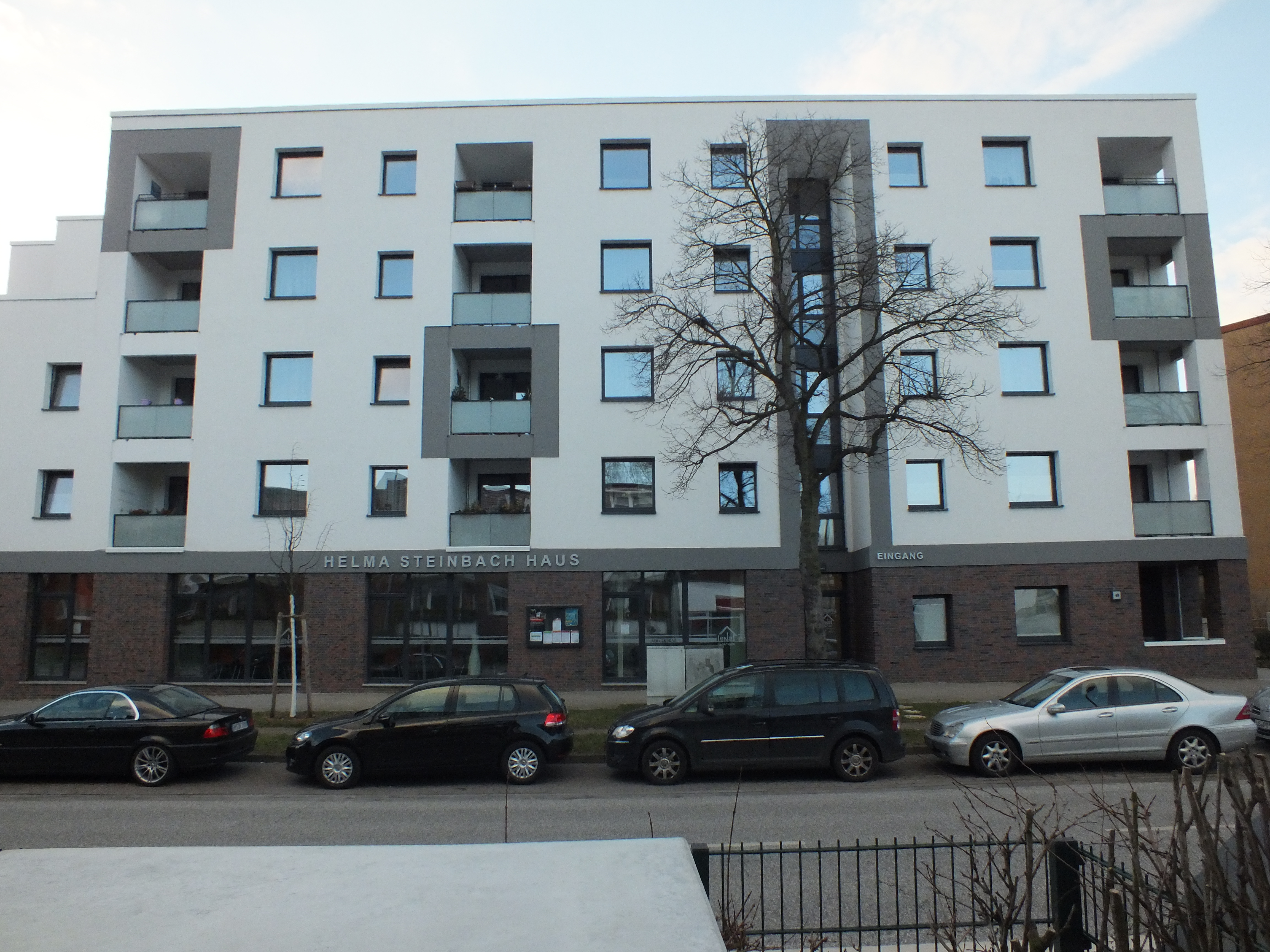
Helma Steinbach Haus in Hamburg, Legienstr. 45

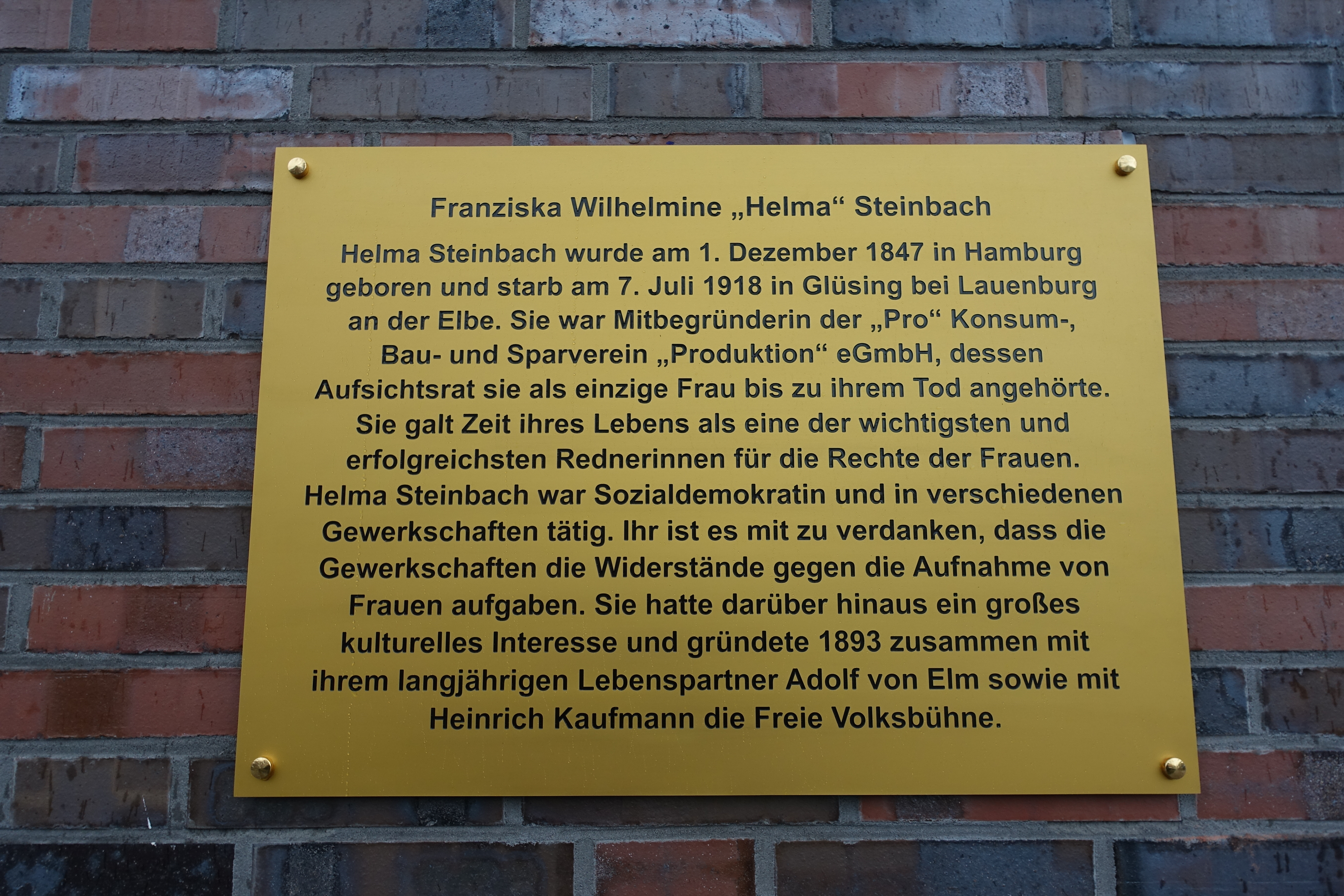
Gedenktafel am Helma Steinbach Haus – 14. Dezember 2017 angebracht

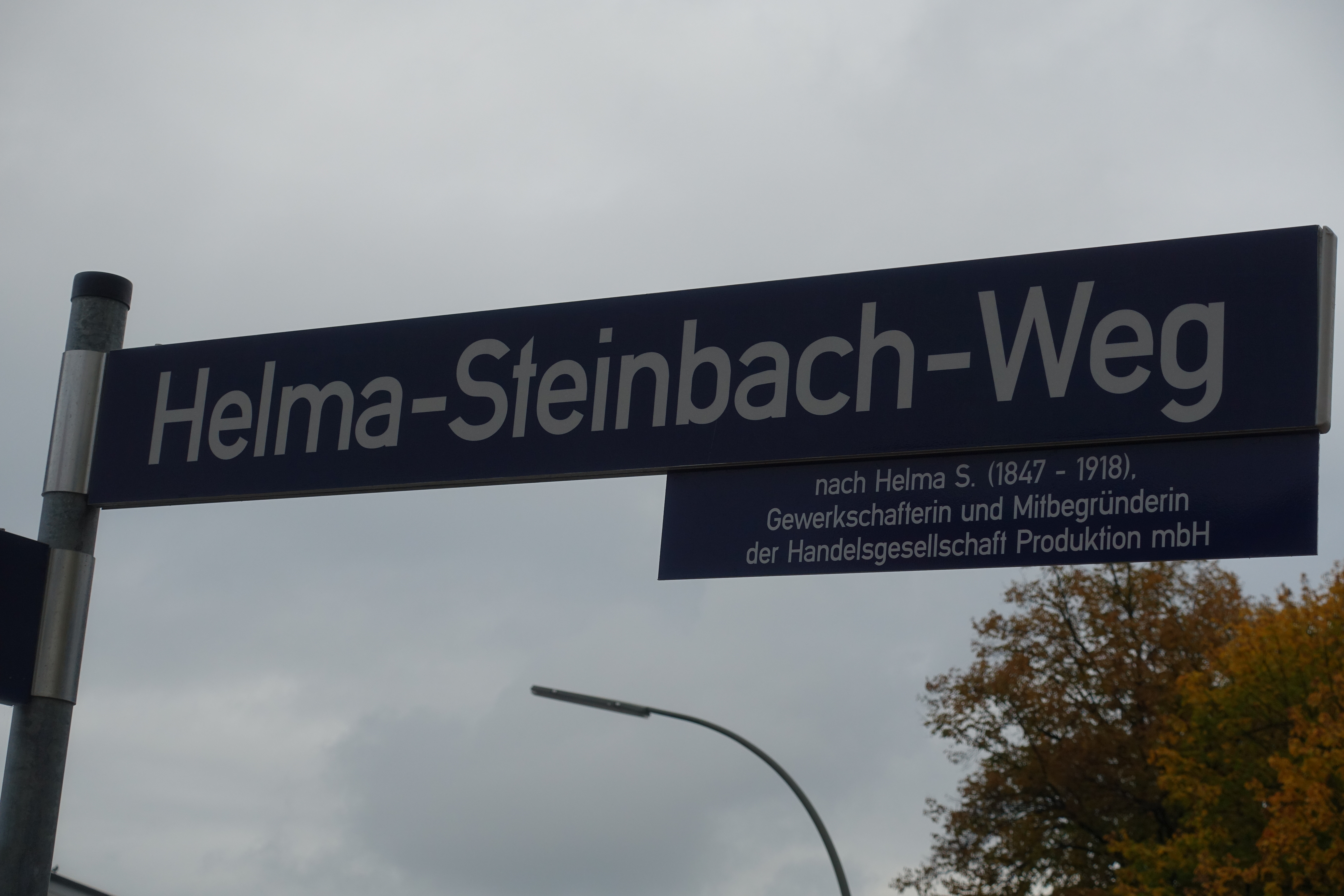
Straßenschild Helma-Steinbach-Weg in Hamburg-Horn

Franziska Wilhelmine „Helma“ Steinbach (* 1. Dezember 1847 in Hamburg; † 7. Juli 1918 in Glüsing bei Lauenburg/Elbe) war eine deutsche Gewerkschafterin. Sie war Mitbegründerin der „Pro“ (Konsum-, Bau- und Sparverein „Produktion“) eGmbH, Hamburg, dessen Aufsichtsrat sie als einzige Frau bis zu ihrem Tod angehörte.

## Leben und Wirken
Helma Steinbach war eine Tochter einer verarmten Kaufmannsfamilie. Sie verdiente ihren Lebensunterhalt als Wirtschafterin, Näherin, Schneiderin, Plätterin und Vorleserin. Die Fabrikarbeiter ließen sich in vielen Betrieben aus Büchern und Zeitungen vorlesen, um sich politisch und allgemein zu bilden. Bei dieser Tätigkeit lernte Steinbach den späteren Gewerkschaftsfunktionär und Reichstagsabgeordneten Adolph von Elm kennen. Steinbach war 10 Jahre älter als von Elm, eine vermutlich aus finanziellen Gründen geschlossene Ehe löste sie schon bald wieder auf. Dennoch blieben die beiden über 30 Jahre lang politisch verbunden und befreundet. Steinbach war eine wichtige Referentin in der Frauenagitation, galt als eine der wichtigsten und erfolgreichsten Rednerinnen. Sie war in verschiedensten Gewerkschaften tätig und hat selbst einen „Reichsverband der Plätterinnen“ gegründet. In Hamburg hat sie versucht, einen Streik der Plätterinnen zu organisieren, was ihr teilweise gelang, z. B. in dem holsteinischen Vorort Stellingen.
In Wedel-Schulau organisierte Steinbach um die Wende zum 20. Jahrhundert die Arbeitnehmerinnen der Schulauer Zuckerfabrik, die unter schlechten Arbeitsbedingungen und geringen Löhnen ein menschenunwürdiges Arbeitsleben führten und erkämpfte mit ihnen bessere Arbeitsbedingungen und Löhne. Im Rahmen der Reichstagswahlen am 16. Juni 1903 sprach die Sozialdemokratin zur Mai-Kundgebung im Hotel zum Roland vor etwa 50 Personen. Steinbach ist es mit zu verdanken, dass die Gewerkschaften die Widerstände gegen die Aufnahme von Frauen aufgaben. Gemeinsam mit von Elm wurde sie in die Pressekommission der Hamburger Parteizeitung der SPD, Hamburger Echo, gewählt. Die Pressekommission diente als eine Art Aufsichtsrat der Druckerei und Verlagsanstalt. Sie hatte großes kulturelles Interesse und gründet im Jahr 1893 zusammen mit von Elm und Heinrich Kaufmann die Freie Volksbühne.
Eine lebendige Charakterisierung des Paares Steinbach – von Elm findet sich in der Biografie von Paul Frölich, des späteren Kommunisten, der auch der Hamburger Sozialdemokratie entstammte:

„Großen Respekt flößte Adolph von Elm ein. [...] Wohl war er Reformist, aber er hatte einen kämpferischen Geist und war vollkommen mit der Arbeiterklasse verwachsen, eine starke, geschlossene Persönlichkeit. Jedes Wort, das er sagte, war durchdacht, frei von jeder Phrase, und ließ doch die Leidenschaft dahinter spüren. Er war ein großer Organisator. Die Hamburger Konsumgenossenschaft 'Produktion' ist vor allem sein Werk. Ein sonderbares Widerspiel zu ihm war seine Frau, Helma Steinbach. Sie machte einen verschrobenen Eindruck, war exaltiert und aggressiv wie eine Suffragette. Das Genossenschaftswesen verfocht sie nicht mit dem nüchternen Utilitarismus des gewöhnlichen Propagandisten, sondern leidenschaftlich als das Ideal einer Menschheitserneuerung. Gustav Stengele verfolgte sie mit giftigem Hass und schüttete in seinen Wochenplaudereien (in der SPD-Zeitung 'Hamburger Echo') oft seine ganze Galle über sie aus. Das bewirkte zunächst, dass sie für mich 'erledigt' war. Doch bei verschiedenen Gelegenheiten merkte ich dann, dass die verschrobene Alte, die so oft das Lachen herausforderte, eine echte, der Sache und ihren eigenen Utopien tief ergebene Kämpferin war, dass sie eine hohe geistige Kultur und künstlerisches Empfinden besaß. Ich habe sehr bedauert, dass Alter und politische Anschauungen enger persönliche Beziehungen zu diesem prächtigen Paar verhinderten.“

Im Jahr 1890 war sie Delegierte auf dem SPD-Parteitag in Halle. Von fünf weiblichen Delegierten ergriffen nur Emma Ihrer und Helma Steinbach das Wort.

## Würdigungen

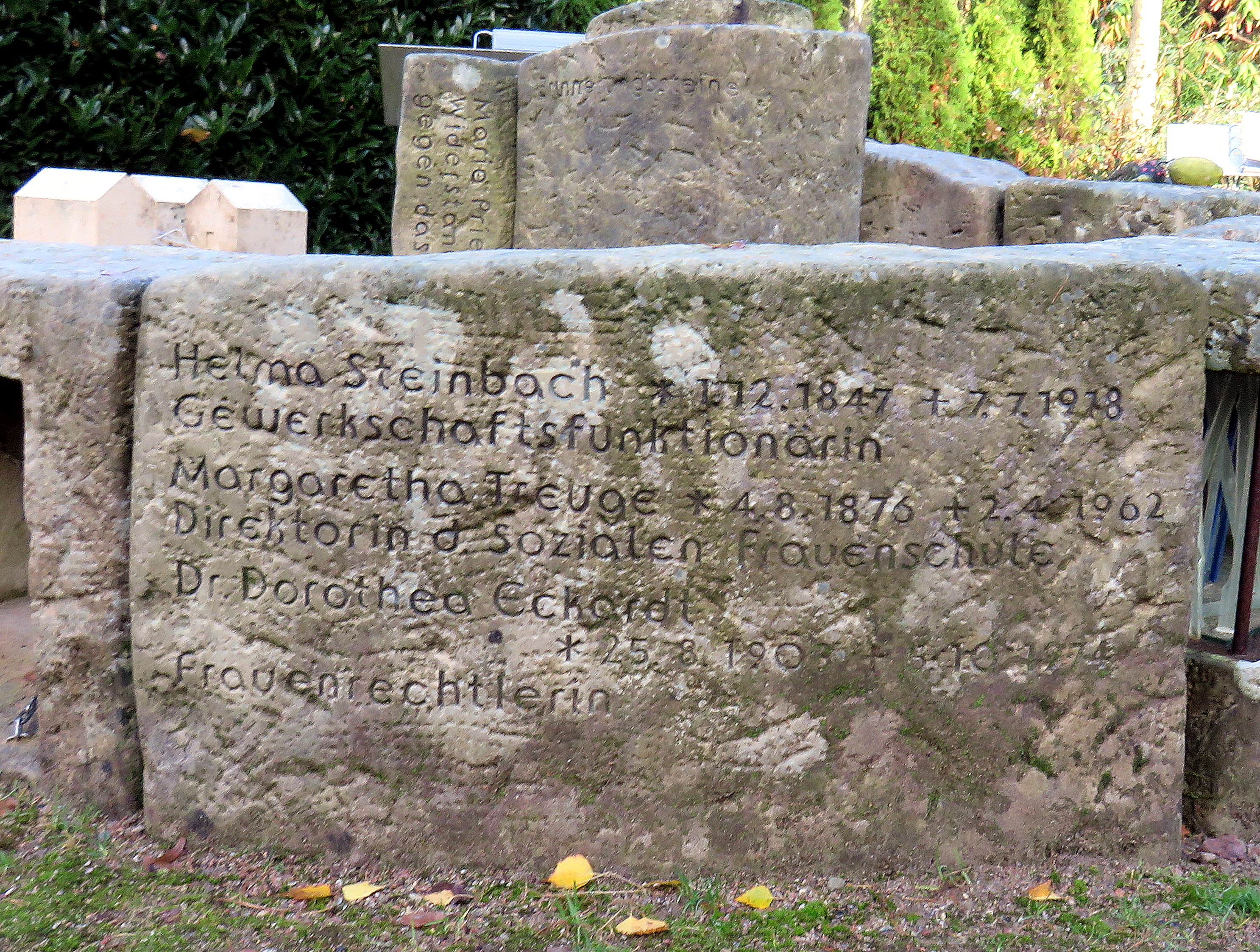
Erinnerungsstein für Helma Steinbach auf dem Friedhof Ohlsdorf im Garten der Frauen

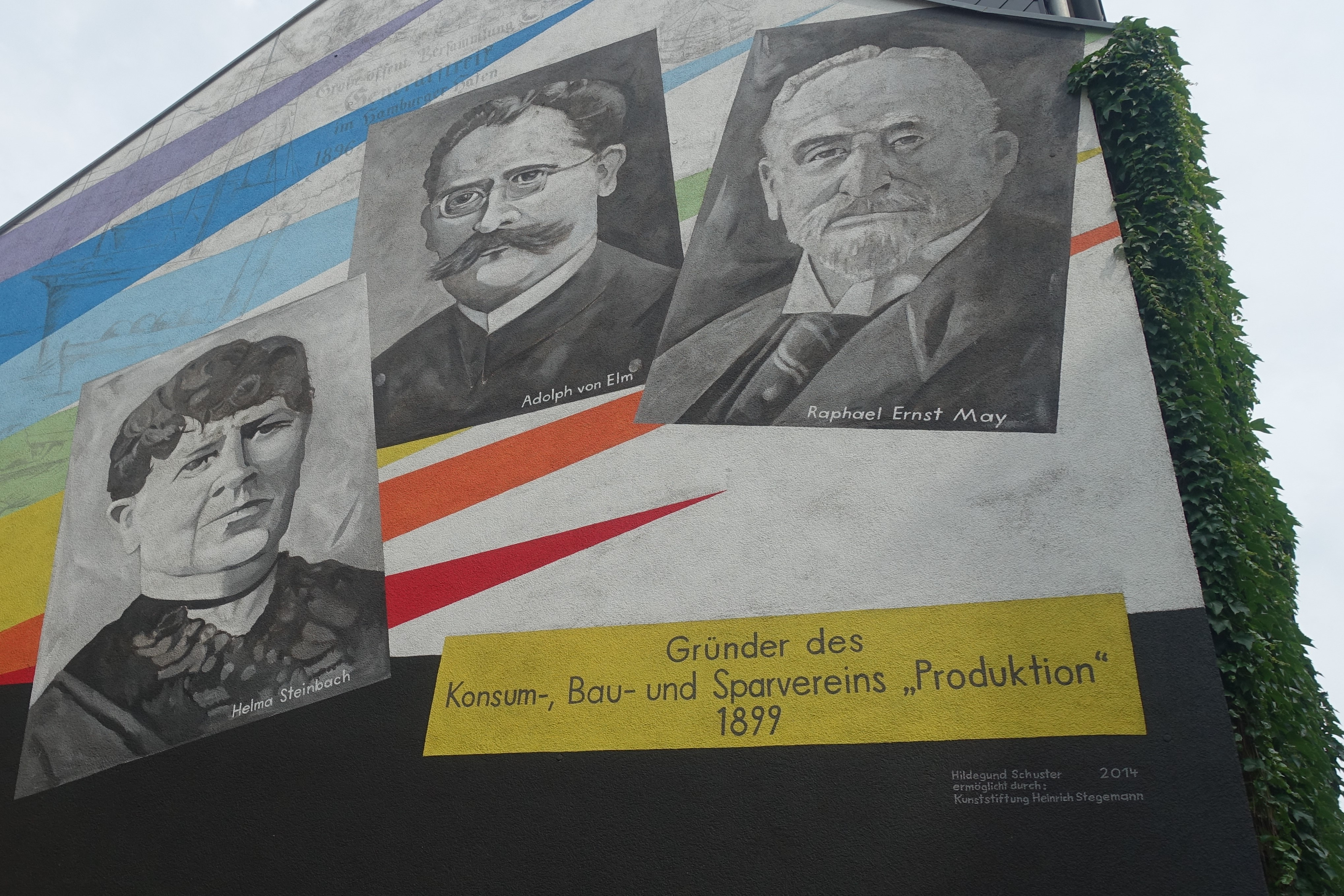
Wandbild in Hamburg-Ottensen – Gründer des Konsum-, Bau- und Sparvereins Produktion 1899: Helma Steinbach, Adolph von Elm und Raphael Ernst May. Finanziert von der Heinrich-Stegemann-Kunststiftung.

1951 war der „PRO-Block“ in Barmbek an der Schleidenstraße noch zum „Helma-Steinbach-Hof“ benannt worden. Die Umbenennung konnte sich jedoch bei den Bewohnern und im Stadtteil nie richtig durchsetzen. Sie ist Namensgeberin des Helma-Steinbach-Weg in Hamburg-Horn.  In unmittelbarer Nähe des Helma-Steinbach-Weg wurde im Jahr 2014 das Helma-Steinbach-Haus an der Legienstraße 45 eröffnet. Das Helma-Steinbach-Haus ist Teil des Quartiersprojektes LeNa-Lebendige Nachbarschaft, ein Wohn- und Unterstützungskonzept, das ein lebenslanges Wohnen in der vertrauten Umgebung verwirklichen möchte.
Am 14. Dezember 2017 wurde eine Gedenktafel zu Ehren der Namensgeberin des „Helma Steinbach Hauses“ in der Legienstraße in Horn von der Senatorin Dr. Dorothee Stapelfeldt, SAGA-Vorstand Wilfried Wendel und Stefan Henze, Leiter der Geschäftsstelle Hamm eingeweiht. Sie befindet sich neben dem Haupteingang des Gebäudes und ist von der Straße aus sichtbar. So können sich Mieter, Besucher aber auch Passanten über die Bedeutung des Lebenswerks von Helma Steinbach informieren.
Anlässlich ihres 100. Todestages gedenkte die Gewerkschaft ver.di-Hamburg Helma Steinbach mit einer Veranstaltung. Die Einladung zur Veranstaltung hob hervor, dass sich Steinbach stets für arbeitende Frauen eingesetzt habe und auf dem ersten Gewerkschaftskongress nach dem Sozialistengesetz eine Resolution einbrachte, die die Gewerkschaften verpflichtete, auch Frauen in ihrem Berufszweig aufzunehmen.
In der Arbeitersiedlung „Helma Steinbach“ am Galgenberg/Milchstr. des Kraftwerkes Schulau in Wedel, enthüllte der damalige Altonaer Oberbürgermeister Max Brauer im Juni 1930 (Altona gehörte damals noch nicht zu Hamburg) eine Gedenkplakette, entworfen von Prof. August Henneberger, zu Ehren von Helma Steinbach. Nach der Machtübernahme durch die Nationalsozialisten 1933 wurde Plakette von diesen entfernt und vermutlich eingeschmolzen. Zu ihrem Gedenken wurde auch im Garten der Frauen des Friedhofs Ohlsdorf ein Erinnerungsstein in die Erinnerungsspirale gesetzt.

## Schriften
- Gefährliche Strömungen in der Genossenschaftsbewegung. In: Sozialistische Monatshefte. Heft 4, 1902, S. 288–293 (online).
- Partei und Genossenschaft im internationalen Sozialismus. In: Sozialistische Monatshefte. Heft 21, 1910, S. 1368–1371 (online).